# جین سیمور
جین سیمور (متولد ۱۵۰۷/۱۵۰۸ - درگذشته ۲۴ اکتبر ۱۵۳۷) سومین همسر هنری هشتم پادشاه انگلستان و مادر ادوارد ششم پادشاه بعدی این کشور بود. او برخلاف دیگر همسران هنری هشتم از خانواده دربار یا اشراف نبود بلکه خدمتکار همسر دوم هنری هشتم آن بولین بود. وی هفت روز بعد از تولد ادوارد ششم به علت تب زایمان در گذشت.
وی در هنگام بارداری ادوارد ششم، ویار سیری‌ناپذیری برای خوردن بلدرچین پیدا کرده بود تا جایی که درباریان و دیپلمات‌ها موظف به تأمین مقادیر کافی بلدرچین برای علیاحضرت شده بودند.